# Allopauropus productus
Allopauropus productus är en mångfotingart som beskrevs av Filippo Silvestri 1902. Allopauropus productus ingår i släktet småfåfotingar, och familjen fåfotingar. Inga underarter finns listade i Catalogue of Life.